# Харманли
Ха̀рманли е град в Южна България. Той се намира в област Хасково, на около 34 km източно от град Хасково. Харманли е третият по големина град в областта (след Хасково и Димитровград) и е административен център на община Харманли.
По данни на ГРАО към 15 март 2024 г. в града живеят 17 613 души по настоящ адрес и 20 763 души по постоянен адрес.

## География
Град Харманли е разположен в близост до мястото на вливане на Харманлийската река в р. Марица. Намира се на 33 km източно от областния център Хасково.
През града преминава трансконтиненталният път от Западна Европа през София към Истанбул.
Градът разполага с жп гара по линията Свиленград–Пловдив–София.

## История
Свидетелства от археологическо естество за наличието на поселищен живот в околностите на днешния град Харманли са регистрирани през различни години. През 2004 г. археолозите Крум Бъчваров, Венцислав Божков, Виктория Петрова и петима студенти стажанти извършват проучване на праисторическо селище, намиращо се на 3 km северно от града. То е датирано към късния неолит и ранния халколит (меднокаменната епоха). От времето на късната бронзова и ранната желязна епоха води началото си малко селище, намирало се в близост до днешния град – в местността, позната на харманлийци като „Чортлене“. То продължава битуването си и през по-късни епохи. Съществуващата могила в района на местния парк за отдих, наречен Градска градина, както и намерената при строителни работи в града украса за колесница, са свидетелства за съществувало в района на самия град антично селище. За това говори и откритата от предримската епоха керамика от разкопките в района на днешния парк „Изворът на белоногата“. От времето на Средновековието са намиращите се над Харманли останки от крепост и керамични фрагменти, открити при разкопки в околностите на днешния парк „Изворът на белоногата“. В днешния си вид и на днешното място обаче гр. Харманли се появява едва около 1510 г. Ето защо тази година се смята за начало на съществуването на съвременния град – наследник на живяло в предишни епохи население с богата материална и духовна култура.
Всичко започва с кервансарая, построен да приютява пътниците от и за Цариград. Около кервансарая постепенно се оформя селище и „харман“ – равно място, където се е вършеело житото. Мястото било подходящо за харман, поради наличието на вода (реката Олудере). Хората, работещи на хармана, се наричали „харманлии“, откъдето произлиза името на града.
Според историческите източници, а и според местни легенди, край Харманли се намира гробът на прилепския крал Вълкашин Мърнявчевич, баща на Марко – останал в народната памет като Крали Марко, победен от османците в битка край недалечното село Черномен (днес Орменио в Гърция) на 26 септември 1371 г.
През 1833 г. в Харманли е създадено килийно училище, през 1835 г. – църквата „Св. Атанасий“, а след 1833 г. – светско училище. През 1870 г. е създадено читалище, наречено през 1899 г. с името „Дружба“. През 1873 г. е пусната в експлоатация и отсечката от Баронхиршовата железница Цариград–Белово, превърнала се по-късно в част от трасето на прословутия влак „Ориент експрес“.
Градът е освободен от османско владичество от частите на предния отряд на ген. Гурко на 6 януари 1878 г по стария стил (18 януари по новия стил). До 1885 г. градът е в рамките на Източна Румелия, а до 1913 г. е последният граничен град на Царство България; след това територията на страната е разширена до Свиленград.
В Харманли след Освобождението се поставят основите на типичния за малките градчета живот – държавни и обществени институции, банки, предприятия предимно на леката промишленост: тютюнообработка, обработка на текстилни влакна, керамична фабрика от 30-те години на XX век, маслодобивна фабрика и др.
Развива се образованието и културата. През 1908 – 1909 учебна година е открит първият гимназиален клас в местното училище, по-късно превърнало се в Педагогическо училище. Откриват се началното училище „Алеко Константинов“ и основното училище „Иван Вазов“, драматически състав към народното читалище „Дружба“, ученически струнен оркестър и др.
Създават се войскови части: VI конен полк и IX пехотна дружина, прославили се с участието си във войните. Градът дава свидни жертви по време на Първата световна и двете Балкански войни.
В следвоенните години, както и към края на Първата световна война, в Харманли масово се заселват бежанци от Беломорска (Източна) и Западна Тракия, но също и от Македония, Албания и Мала Азия.
До 9 септември 1944 г. градът остава с преимуществено аграрен облик, като основна част от населението се занимава със земеделие и животновъдство, само малка част от хората са наемни работници или едри собственици.
След 9 септември 1944 г. в града са построени познатите и до днес предприятия, част от които вече не съществуват. Построен е керамичен завод, завод за електродвигатели, мебелен завод. Филатурата (предприятие за обработка на копринени влакна) е заменена от текстилна фабрика за платове от изкуствени влакна (бившето предприятие „Маргарит Гогов“) с над хиляда работници. Създава се и завод за релета като част от тенденцията за изграждане на предприятия с перспективна продукция. Създадени са още хлебозавод, комбинат за битови услуги и др. Изгражда се модерен АПК с образцова кравеферма. По немски образец е построена мащабна свинеферма в близост до Преславец. Променя се изцяло обликът на града в резултат на ускореното жилищно и обществено строителство.
Открити са техникум по текстил и техникум по електропромишленост за сметка на закрития аграрен техникум със специалности полевъдство и лозаро-винарство. Открити са няколко детски градини, три начални, едно основно и три средни училища. Учениците постигат успехи по олимпиади. Във връзка с професионалното обучение през 80-те години на XX век е открит и УПК.
В областта на културата също са отбелязани успехи – ансамбълът „Хорищенци“ с ръководител Атанас Николов прославя името на града далеч извън родните предели. Оформени се самодейни фолклорни колективи. В определен период съществува и роксъстав.
Демократичните промени след 1989 г. слагат своя отпечатък и върху Харманли. Голяма част от социалистическите предприятия са фалирали, като понастящем активно действат предимно фирми в областта на търговията, услугите (автокъщи, сервизи, ателиета и др.), леката промишленост (шивашки цехове), хранително-вкусовата промишленост и строителството. През последните няколко години се забелязва активизация в жилищното строителство и изграждане на обществена инфраструктура (пътища и сгради), но все още реализираното е далеч от желаното. Отрицателните тенденции, отбелязвани по отношение броя на населението, чертаят неблагоприятна перспектива, но тя би могла да бъде променена при евентуална промяна на икономическата обстановка в града (като брой работни места и възнаграждения).
Пътешественици, оставили сведения за Харманли: Бенедикт Курипешич, Корнелий Шепер, Антон Вранчич, Ханс Дерншвам, Стефан Герлах, Мелхиор Безолт, Райнхолд Любенау, Хаджи Калфа, Евлия Челеби и мнозина други.

## Население
| \| Година на преброяване \| Численост \| \| --------------------- \| --------- \| \| 1934 \| 8060 \| \| 1946 \| 9225 \| \| 1956 \| 12 553 \| \| 1965 \| 15 502 \| \| 1975 \| 19 255 \| \| 1985 \| 21 041 \| \| 1992 \| 21 349 \| \| 2001 \| 19 927 \| \| 2011 \| 18 589 \| \| 2021 \| 16 003 \| |           |
| Година на преброяване | Численост |
| 1934 | 8060      |
| 1946 | 9225      |
| 1956 | 12 553    |
| 1965 | 15 502    |
| 1975 | 19 255    |
| 1985 | 21 041    |
| 1992 | 21 349    |
| 2001 | 19 927    |
| 2011 | 18 589    |
| 2021 | 16 003    |

Населението на Харманли към 2011 г. възлиза на 18589 души, от които 13941 души се самоопределят като българи, 1411 души – като турци, а 1691 души – като цигани. Населението на Харманли към 31 декември 2018 г. се изчислява на души.

## Религии
Гражданите на Харманли са предимно християни, като има и малко мюсюлмани. Има две големи църкви: „Св. Атанасий“, построена през 1835 г., и „Св. Иван Рилски“, построена през 1938 г. Край града се намира и параклис „Свети Трифон“, който е построен през 1886 година.
Градът е седалище на Харманлийска духовна околия на Старозагорска епархия на Българската православна църква.

## Политика
В града са изградени структури на основните политически партии в страната: БСП, СДС, ГЕРБ, НДСВ, ДПС и др. Съществуват и неправителствени организации.

## Икономика
Основни отрасли в икономиката на града са селското стопанство, производството на мебели, маслодобивът и месопреработката, автокъщи, ремонт и поддръжка на автомобили. В близкото минало Харманли е бил център на леката промишленост – бубарство, производство и износ на коприна и готови платове.
В града има две винарни, които произвеждат вина с високо качество, основно от местни лозови масиви.

## Обществени институции
В града са изградени основните обществени институции – общинска администрация със съответните раздели: бюро по труда, РПУ, районен съд, дирекция „Социални грижи“ и др.

## Забележителности
Малко след като се влезе в града, се пресича река Харманлийска (Олудере), по чието по-горно течение има красиво дефиле, оставащо в югозападните покрайнини на града. Там, по склона на местните възвишения, се е образувала живописна местност с борова горичка, която се спуска към река Харманлийска и се издига над нея. На мястото е направен гребен канал по реката, а малко по-нагоре се намира културното средище на съвременния български ресторант „Приказките“, като наблизо има и хотел.
В града се намират руините на така наречения кервансарай. Той е представлявал своеобразна крайпътна станция, служила за пренощуване на пътниците от и за Цариград, както и за смяна на впрегатните животни на султанските коли. Кервансараят се смята за причината за създаването на града. Първоначално е бил по-малък. През втората половина на XVI в. Сиавуш паша получава от султана за особени заслуги местните земи от Харманли до Свиленград. Той достроява и модернизира кервансарая. Днес от него е запазена само една от стените, на която е поставен надпис, свидетелстващ за 500-годишната история на града.
Над река Харманлийска, зад сградите на общинския съд и музея, се намира „Гърбавия мост“. Той е един от най-старите мостове в областта: строен е през 1585 г. и има своеобразна архитектура. Според археологически проучвания този мост и кервансараят са строени по едно и също време и най-вероятно по инициатива на тогавашния управител на областта – Сиавуш паша (по произход хърватин, приел исляма и издигнал се до длъжност везир).
Мостът е връх на османското изкуство – каменен, сводест, павиран, с надпис на старотурски и с превод на български. Сега под него не тече реката, която е отбита встрани поради проект отпреди много години, според който под моста трябвало да има езеро с лодки.
Красиво място е връх Трифона, от който се вижда целият град.
Друга забележителност в околностите на Харманли е долменът край село Остър камък. Предполага се, че това е неолитно жилище на праисторическите хора, населявали този район.
В източния край, на излизане от Харманли в посока Свиленград, се намира Изворът на белоногата. Той е превърнат в чешма, до която има плоча с куплет от едноименната поема (Изворът на белоногата) от Петко Славейков и статуя на самата белонога Гергана, прославила българката и смаяла самия велик везир на Османската империя със скромното си, но достойно държание.
От обновената Гребна база започва екопътека, която минава край ресторант „Приказките“ и води до дядо Тодоровата чешма. Тя е любимо място за разходка на харманлийци.
Олтарът на църквата „Св. Иван Рилски“ е забележителен образец на резбарското изкуство.
В местността Дефилето, по течението на р. Харманлийска, може да се видят привлекателни природни феномени, включително и малък водопад. В околността могат да се видят и останките от средновековна крепост.
Красиво оформен е и центърът на града с фонтани, парк и заведения, събиращи през почивните дни много местни жители и посетители на града.

## Театри
В Харманли се намира красив реставриран театър, който е част от народното читалище „Дружба“. На сцената му гостуват често трупи от цялата страна. Провеждат се постановки на детски групи и концерти на местните групи по народни танци, пиано, китара.
През ноември 2007 г. младите ентусиасти Зорница Боянова и Румяна Костова със съдействието на читалище „Дружба“ учредяват актьорска трупа. Ръководител е известната хасковска актриса Светла Рудева. Тази малка крачка спомага за възраждането на културния живот в Харманли чрез въвличането на млади любители на актьорската игра в работа по множество пиеси и приказки.

## Музеи
През 1964 г. е създадена музейна сбирка към читалище „Дружба“. Тя е отворена за посещение на 18 януари 1968 г. Първоначално експонатите от основаната музейна сбирка са разпределени в три отдела: „Археология“, „Етнография“ и „Революционно движение“. През 90-те години на XX век сбирката се премества от малката сграда в близост до църквата „Св. Атанасий“, където се е помещавала дотогава, в сградата на бившата поща, обявена за паметник на културата. През 2000 г. по решение на Общинския съвет на гр. Харманли сбирката е преобразувана в Исторически музей „Харманли“.
Музеят разполага с над 15000 експоната. Те са разпределени в три отдела: „Археология“, „Етнография“, „Нова и най-нова история“.
И трите отдела имат изградени експозиции. Изградени са и три фондохранилища. Музеят има библиотека и конферентна зала. Общата полезна площ на музея е 800 m², на два етажа. Пространството пред музея е оформено като открита сцена (ротонда) с места за сядане, като това дава възможност за организиране на прояви на открито, а в двора зад музея ще се оформи лапидариум.
Музеят пази също богата нумизматична колекция.

## Редовни събития
В Харманли се провеждат няколко ежегодни събития:
— празнични събирания за Трифон Зарезан на връх Трифончето, където се подрязват лозите, яде се курбан и се пие вино;
— всяка есен през първата или втората седмица на октомври се провежда панаир;
— ежегодният конкурс „Поети с китара“;
— на 2 май се чества празникът на града; Тържествата траят около седмица и включват разнообразна програма от спортни и културни мероприятия;
— съборът на мотористите, организиран от харманлийския моторен клуб „Чакалите“ и провеждан в местността „Казала“ край града през летните месеци.
През 2015 г. се проведе и младежки музикално-театрален фестивал „Среща“.

## Личности
Родени в Харманли
- Делчо Коцев (1876 – 1956) – революционер от ВМОРО;
- Ани Качулева (1920 – 2003) – филмова деятелка;
- Атанас Маргаритов (1912 – 1998) – диригент;
- Васил П. Бакалов – македоно-одрински опълченец, 19-годишен, от четата на Апостол Дограмаджиев[6]
- Йорданка Димчева (1924 – ?) – оперна певица (мецосопран);
- Генчо Стоев (1925 – 2002) – писател;
- Димитър Лавчев (р. 1952) – виртуозен гъдулар, свирещ народни мелодии, известни като „плачещата гъдулка“;
- Димитър Марашлиев (р. 1947) – футболист;
- Живко Гарванов (1934 – 1998) – актьор и киноартист;
- Михаил Мутафов (р. 1947) – актьор;
- Пепа Николова (1946 – 2006) – актриса;
- Йорданка Кузманова (1938) – актриса;
- Груйчо Дочев (1934 – 2014) – певец на български народни песни;
- Стефан Ботев (р. 1968) – щангист, олимпийски шампион;
- Стоян Стоев (1941 – 2000) – актьор;
- Петър Льондев (1936 – 2018) – композитор;
- Милко Петров (1928 – 2011) – лекар и цигулар;
- Артин Потурлян (1943 – 2022) – композитор;
- Георги Николов (р. 1955) – писател;
- Гриша Трифонов (1955 – 2015) – писател и бард.

Други
През Харманли по своя път е минал Христо Стоичков. Той играе футбол в Харманли от 1982 г. до 1985 г. Пристига като млад юноша и скоро започва да играе в отбора под ръководството на треньора Сава Савов, който от своя страна допринася изключително много за развитието на футбола в Харманли.
Дълго време стопанското развитие на града се ръководи от Ангел Бонев, при когото са създадени хотелският комплекс с ресторант в центъра на Харманли, универсалният магазин, търговският комплекс „Изворът на белоногата“ край града, ресторант „Приказките“ в местността „Дефилето“, търговското предприятие на града и валутният магазин на международния път.

## Други
Градът е намерил място в произведението на Петко Р. Славейков „Изворът на белоногата“. Поемата е посветена на чешма близо до Харманли. Свързана е с обичая да се вгражда сянката на най-паметната мома в града.
Към 2017 г. в Харманли има бежански лагер.
Заливът Харманли на остров Тауър в Антарктика е наименуван в чест на град Харманли.

## Кухня
Местната кухня не може да се нарече типично българска. Ястията на местните хора са резултат от смесване на български, гръцки и турски рецепти, от които се е получила една смайваща мешаница и най-добре е сякаш човек да обиколи селата около града, за да се запознае с местната кухня.
Култово ястие е така нареченият тавалък, който може да представлява най-различни ястия, сготвени в тава, които после се ядат направо от тавата, като всички на трапезата се нареждат в кръг наоколо. Предпочитани тавалъци са пиле с ориз, пиле с ориз и зеле, пиле с картофи, пиле с ориз и спанак. Едва ли може да се намери тавалък в ресторант или механа в града, но може да се опита в почти всяка къща, където често се яде заедно с голяма купа шопска салата, туршия от чорбаджийски чушки или каквато и да е туршия.